# انور ابراهیم (بازیکن فوتبال)
محمد انور بن ابراهیم (زاده ۱۰ ژوئن ۱۹۹۹) یک بازیکن فوتبال مالزیایی است که در سوپر لیگ مالزی برای تیم نگری سمبیلان به عنوان مدافع راست بازی می‌کند.